# Клан Рамсей
Рамсей — один из кланов 
равнинной части Шотландии.

## Страницы истории клана

### Норманнский корень
Клан Рамсей имеет древнее норманнское происхождение. Их пращур пришёл в Англию вместе с Вильгельмом Завоевателем из Нормандии. Знаменитый в своё время рыцарь Саймон де Рамсей (ум. 1196) прибыл в Шотландию из Англии, в свите Давида I. Король Давид I весьма благоволил «южным норманнам» и пожаловал им некоторые владения на юге страны. В 1140 году Давид даровал Саймону де Рамсею земли в Лотиане. Здесь, в 12 километрах от Эдинбурга, Саймон воздвиг замок Дальхьюзи (Dalhousie), ставший на многие века столицей клана Рамсей. «Шотландский клан Рамсей (Ramsay) происходит от норманнского корня, и исконное имя его Рамс-Эйя (Hraems-øya), в переводе с языка norraen tunga, означает: "Остров воронов". В связи с чем, историки-геральдисты спорят о том, кого именно изображает Чёрная Птица, широко развернувшая крылья на гербовом щите Рамсеев – орла или, опять же, ворона?..». 
Впоследствии и другие отрасли «английских» Рамсеев, последовав примеру Саймона, перешли в шотландское подданство. К XIII веку клан Рамсей разделился на пять главных ветвей:
- Рамсеи оф Дальхьюзи[7] (Ramsays of Dalhousie),
- Рамсеи оф Эчтерхаус (Ramsays of Auchterhouse),
- Рамсеи оф Банфф (Ramsays of Banff),
- Рамсеи оф Форфар (Ramsay of Forfar ) и
- Рамсеи оф Клэтто (Ramsays of Clatto).

### Рамсеи оф Дальхьюзи
Основной ветвью клана были Рамсеи оф Дальхьюзи, которые на протяжении XIV—XV веков принимали активное участие в Бордерских (пограничных) войнах и в регулярных набегах на Англию. Первым известным представителем этой ветви был Вильям де Рамсей, который упоминается среди членов совета лордов королевства в 1255 году, при короле Александре III. Его наследник, также по имени Вильям, принес вассальную присягу Эдуарду I Английскому в 1296 году, но позже стал сторонником короля Роберта Брюса и в 1320 году в числе прочих подписал Арбротскую Декларацию Шотландской независимости. 
Сэр Александр Рамсей оф Дальхьюзи также был на стороне Брюса и послал подкрепление «Черной Агнес», графине Данбар, которая храбро удерживала свой замок, осаждаемый англичанами. Однако, когда он был назначен констеблем замка Роксборо, его конкурент на эту должность, сэр Вильям Дуглас, захватил его в плен и запер в темнице замка Эрмитаж, где он, согласно семейному преданию, умер от голодной смерти. 
В 1435 году другой сэр Александр Рамсей оф Дальхьюзи победил английскую армию при Пипердене, а его второй сын, Роберт, был предком Рамсеев оф Кокпен и оф Витехилл. Потомок сэра Александра, сэр Джон Рамсей оф Дальхьюзи и оф Мелроуз, в 1618 году стал лордом Мелроуз (Lord Ramsay of Melrose). В 1633 году его сын Вильям стал первым графом Дальхьюзи.
9-й граф Дальхьюзи участвовал в сражении при Ватерлоо в звании генерал-майора и позже был главнокомандующим в Индии. Графы Дальхьюзи, благодаря браку с семейством Мол, также приобрели замок Брикин в Ангусе. После смерти в 1860 году Джеймса, 10-го графа Дальхьюзи, его кузен Мол, 2-й лорд Панмьюр, наследовал ему как 11-й граф Далхузи. В 1874 году положение вождя клана перешло к его кузену, Джорджу Рамсею, 12-му графу Дальхьюзи, праправнук которого, 16-й граф Дальхьюзи — нынешний чифтейн (вождь) клана. Внучка королевы Виктории, принцесса Партрисия Коннахтская и Стратэрнская, в 1919 году вышла замуж за Александра Рамсея, сына 13-го графа Дальхьюзи.
К Рамсеям оф Кокпен предположительно принадлежали поэт-якобит Аллан Рамсей-старший и художник Аллан Рамсей-младший (сын предыдущего).

### Рамсеи оф Банфф
Рамсеи оф Банфф (Пертшир) происходят от Нейла де Рамсея, внучатного племянника Саймона де Рамсея и личного врача короля Александра II (упомянут под 1232 годом). И хотя до нас дошло немного сведений о ранней истории этой ветви клана, известно, что сэр Гилберт Рамсей (Gilbert Ramsay of Bamff) получил титул баронета Новой Шотландии (Baronet of Nova Scotia) за проявленную храбрость в сражении в Пентландах в 1666 году. Это семейство расселилось и в соседних с Пертширом округах Ангуса и Кинкардина. Некоторые из них служили в полку Огилви во время Якобитского восстания 1745 года. В 1790 году 6-й баронет оф Банфф был убит на дуэли с капитаном Мак-Реем оф Холмейнс в Массельберге.

### Диаспора Рамсеев в Файфе
В графстве Файф Рамсеи владели землями со времен короля Давида II. Король Роберт II передал часть баронства Леухарс сэру Александру Рамсею, дочь и наследница которого принесла эти земли Рамсеям оф Коллати. Сэр Вильям Рамсей оф Коллати в 1346 году принял участие в Дархэмской (Durham) битве. В 1356 году он участвовал в Столетней войне и сражался на стороне французов в битве у Пуатье (Poitiers). В том же году Вильям Рамсей оф Коллати женился на Изабелле, графине Файф, наследнице Макдуффов. В 1358 г. Давид II сделал Вильяма графом Файфа. Однако, после смерти графа Вильяма, не имевшего прямых наследников, его земли перешли к его дальним родственникам, а титул отошёл Шотландской короне.

### Диаспора Рамсеев в Швеции, Финляндии и России
Джон Рамсей (Hans/Joan Ramsay, † 1649) переселился в 1577 году из Шотландии в Швецию, где получил дворянский индигенат. Его потомок Андерс-Эдвард Рамзай (1799—1877) был генерал-адъютантом, членом Государственного и Военного советов, и получил в 1856 г. баронский титул великого княжества Финляндского. Его старший сын - Георгий (1834—1918) — барон, флигель-адъютант, генерал от инфантерии, командир 3-го стрелкового батальона Лейб-гвардейского Финляндского полка в Русско-турецкой войне 1877—1878 годов. За русской ветвью Рамсеев закрепилась транскрипция «Рамзай».
Род Рамзай 8 ноября 1857 года был внесён в матрикул Рыцарского Дома Великого Княжества Финляндского, в число баронских родов, под № 40.
Из клана Рамсей происходят и графы де-Бальмен, начиная с Деодата де Бальмена, также укоренившиеся в России.

### Другие Рамсеи
Эндрю Рамсей (Andrew Ramsay), эмигрировавший в 1708 году во Францию и ставший более известным как шевалье де Рамсей (Chevalier de Ramsay), был воспитателем французского принца де Турень (Prince de Turenne) и шотландских принцев-якобитов Чарльза-Эдварда Стюарта и Генри-Бенедикта Стюарта. Французский король возвёл Эндрю Рамсея в рыцари ордена Сен-Лазар.
Вильям Рамсей (1716—1785) основал город Александрия в штате Вирджиния.
Генерал Джордж Дуглас Рамсей (1802—1882) служил в армии северян во время Гражданской войны в США.
Ещё один Вильям Рамсей (1852-1916) - шотландский химик, нобелевский лауреат. Он открыл инертные газы.
В начале XX века священник Эдвард Баннерман Рамсей (более известный как Дин Рамсей) и Генри Керр опубликовали монументальный труд «Воспоминания о шотландском характере и образе жизни» (Reminiscences of Scottish life & character. Edinburgh, 1908).
B 1961—1974 гг. Артур-Майкл Рамсей был 100-м архиепископом Кентерберийским.
Рэймонд Рамсей — знаменитый историк и географ XX столетия. Рэймонд родился в семье шотландского фермера, в канадской провинции Манитоба, а большую часть жизни прожил в США. Он написал много статей и книг о великих норманнских исследователях Америки, начиная с Эрика Рыжего. «Рэймонда Рамсея друзья характеризуют как "упорного и беспокойного мечтателя, любителя трубки и пива и мастера по раскапыванию исторических материалов". (...) Рамсей своею крылатой мыслью добыл и ввёл в научный оборот краеугольный факт, доказующий многовековую давность норманнского присутствия на Род-Айленде. Так один из птенцов Рамс-Эйи навеки вписал своё имя в историю Винланд-Эйи!»